# Schutztruppe
Schutztruppe (in tedesco "forza di protezione") era il nome dell'esercito coloniale della Germania Imperiale esistito fra la fine del XIX secolo e i primi decenni del secolo successivo. Come altri eserciti coloniali del periodo, la Schutztruppe era composta da ufficiali e sottufficiali tedeschi (anche provenienti dalle stesse colonie), e soldati reclutati localmente tra le popolazioni indigene.
La Schutztruppe fu istituita dal Reichstag il 22 marzo 1891 per la colonia dell'Africa Orientale Tedesca e il 9 giugno 1895 per i possedimenti dell'Africa Tedesca del Sud-Ovest e del Camerun tedesco; le colonie del Togoland, della Nuova Guinea Tedesca e delle Samoa tedesche, come pure il possedimento di Kiao-Ciao in Cina, non disponevano di propri reparti dedicati di Schutztruppe ma solo di unità di polizia militarizzata composta da locali (Polizeitruppen). Il quartier generale della Schutztruppe, che era una forza distinta dall'esercito (Deutsches Heer) o dalla marina imperiale (Kaiserliche Marine), era situato a Berlino presso l'ufficio delle colonie (Reichskolonialamt).
La Schutztruppe cessò di esistere nel 1919, quando la Germania, sconfitta nella prima guerra mondiale, perse le proprie colonie; nel 1914 il suo organico totale ammontava a:
- 14 compagnie (2.500 soldati e oltre 14.000 portatori e altri impiegati) in Africa Orientale Tedesca, con quartier generale a Dar es Salaam.
- 12 compagnie (1.500 soldati) in Africa Tedesca del Sud-Ovest, con quartieri generali a Windhoek e Keetmanshoop
- 12 compagnie (1.600 uomini) nel Camerun tedesco, con quartier generale a Soppo.

## Africa Orientale Tedesca

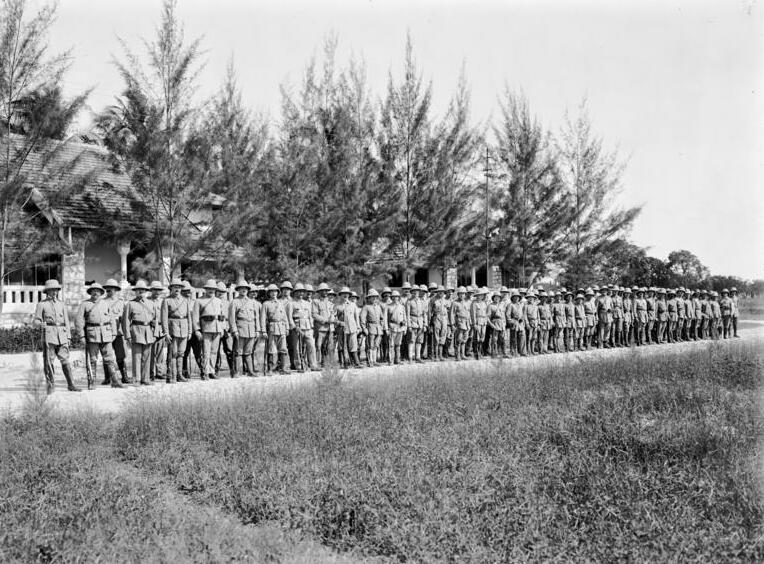
Schutztruppen, volontari coloniali, Africa Orientale Tedesca, 1914

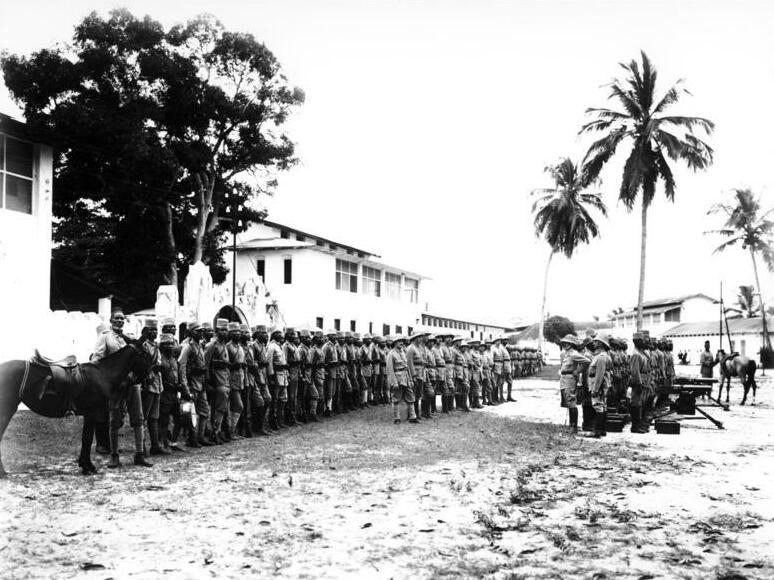
Schutztruppen, Askari, Africa Orientale Tedesca, 1914

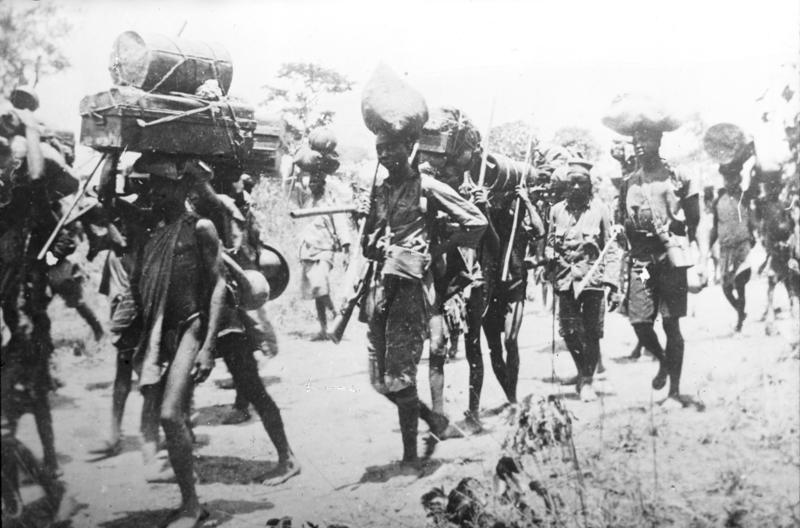
Schutztruppen, portatori, Africa Orientale Tedesca, 1899

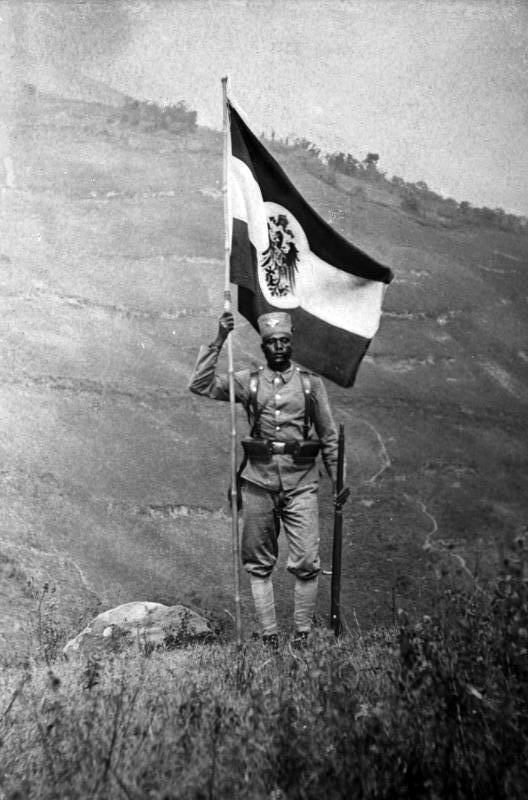
Un Askari sventola la bandiera della Germania Imperiale nella colonia dell'Africa Orientale Tedesca.

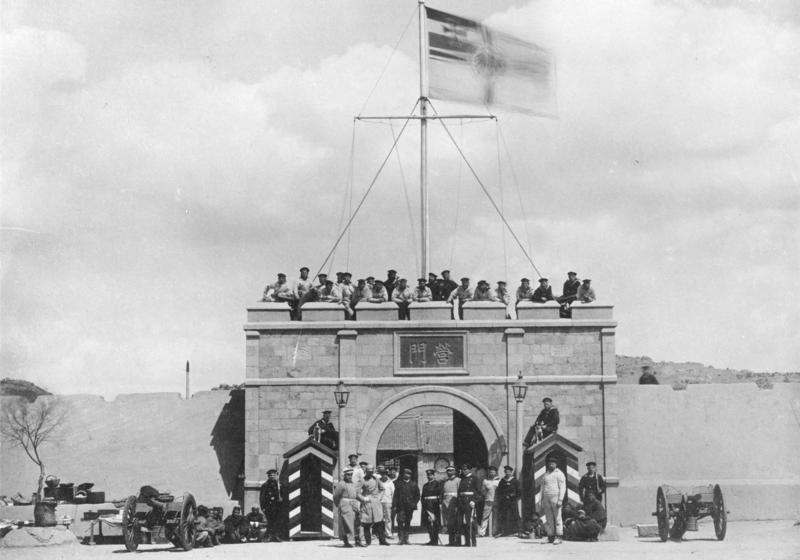
L'entrata principale al forte tedesco nel porto fortificato di Kiautschou. In alto sventola il vessillo della Kaiserliche Marine.

Le compagnie nell'Africa Orientale Tedesca 14 compagnie (2.500 soldati e oltre 14.000 portatori e altri impiegati) in Africa Orientale Tedesca, con quartier generale a Dar es Salaam che nel 1914 erano così strutturate:
- 1ª Compagnia [Kompanie]: Arusha/Neu Moshi[2]
- 2ª Compagnia: Iringa e Unbena
- 3ª Compagnia: Lindi
- 4ª Compagnia: Kilimatinde e Singida
- 5ª Compagnia: Massoko
- 6ª Compagnia: Udjidiji e Kassulo
- 7ª Compagnia: Bukoba, Ussuwi e Kifumbiro
- 8a Compagnia: Tabora
- 9ª Compagnia: Usumbura
- 10ª Compagnia: Dar es Salaam
- 11ª Compagnia: Kissenji e Mruhengeri
- 12ª Compagnia: Mahenge
- 13ª Compagnia: Kondoa Irangi
- 14ª Compagnia: Muansa e Ikoma

## Africa Tedesca del Sud-Ovest
Le compagnie in Africa Tedesca del Sud-Ovest era di 12 compagnie (1.500 soldati) con quartier generale a Windhuk e Keetmanshoop che nel 1914 erano così strutturate:
Comando distretto settentrionale: Windhuk
- 1ª Compagnia: Regenstein, Seeis
- 4ª Compagnia: Okanjande
- 6ª Compagnia: Outjo e Otavi
- 2ª Batteria: Johann-Albrechts-Höhe
- Plotone di trasporto 1: Karibib
- Ufficio per le disposizioni: Karibib
- Deposito cavalli: Okawayo
- Artiglieria e deposito ferroviario: Windhuk
- Ospedale militare e deposito medico: Windhuk
- Deposito vestiario: Windhuk
- Quartier generale locale: Windhuk
- Quartier generale local e furiere: Swakopmund

Comando distretto meridionale: Keetmanshoop
- 2ª Compagnia: Ukamas
- 3ª Compagnia: Kanus
- 5ª Compagnia: Chamis e Churutabis
- 7ª e 8ª Compagnia (cavalleria camellata), ospedale militare: Gochas e Arahoab
- 1ª Batteria: Narubis
- 3ª Batteria: Gibeon
- Plotone di trasporto 2: Keetmanshoop
- Artiglieria e deposito ferroviario: Keetmanshoop
- Ospedale militare e deposito medico: Keetmanshoop
- Deposito vestiario: Keetmanshoop
- Ufficio per le disposizioni: Keetmanshoop
- Amministrazione della guarnigione: Keetmanshoop
- Deposito cavalli: Aus
- Fattoria di studio per i cammelli: Kalkfontain
- Quartier generale local e furiere: Lüderitz

## Africa Occidentale Tedesca (Kamerun)

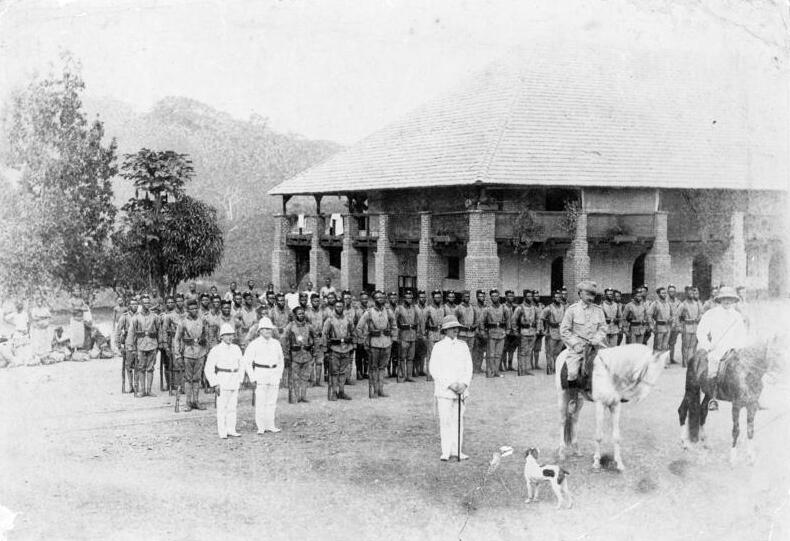
Contingente di Schutztruppe della 5ª Compagnia a Ebolowa, Kamerun nel 1894.

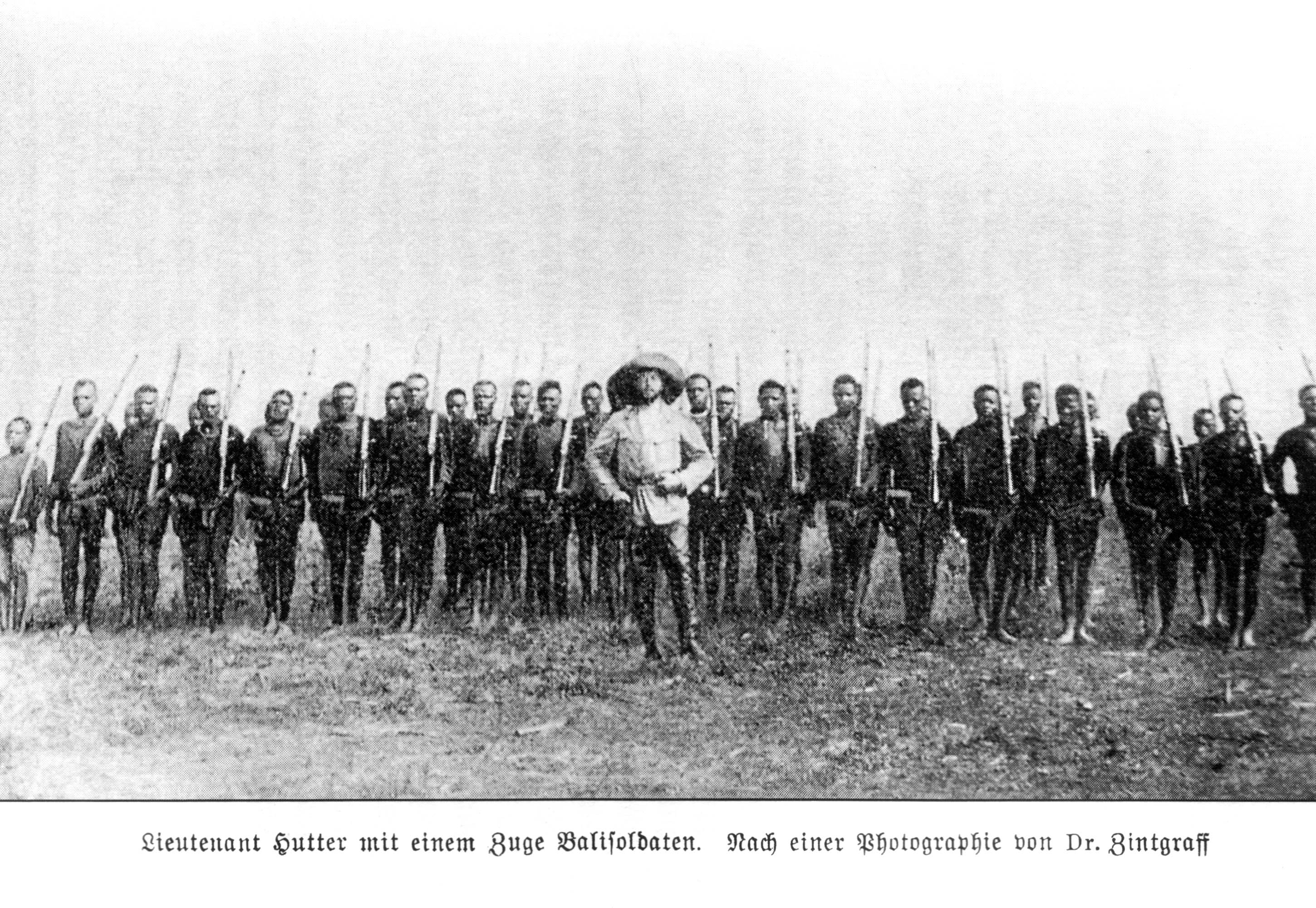
Schutztruppe a Baliburg in Kamerun nel 1890 circa.

Le forze in Kamerun nel 1914 erano 12 compagnie (1.600 uomini), con quartier generale a Soppo creato nel 1894 dalla forza di polizia coloniale creata nel 1891:
Comando Centrale: Soppo vicino alla capitale Buéa
- 1ª Compagnia (quartier generale) e distaccamento artiglieria: Duala
- 2ª Compagnia: Bamenda, Wum e Kentu
- 3ª Compagnia: Mora e Kusseri
- 4ª Compagnia: (spedizione/compagnia di sorveglianza): Soppo
- 5ª Compagnia: Buar, Carnot e Ebolowa
- 6ª Compagnia: Mbaïki, Nola e Nguku
- 7ª Compagnia: Garua, Marua e Mubi
- 8ª Compagnia: Ngaundere
- 9th Company: Dume and Baturi
- 10th Company: Ojem and Mimwoul
- 11th Company: Akoafim and Minkebe
- 12th Company: Bumo, Fianga, and Gore

## Comandanti delle Schutztruppen
- Tenente colonnello Ferdinand Quade (1º aprile 1907 - 18 ottobre 1908)
- Maggiore generale Franz Georg von Glasenapp (18 ottobre 1908 - 6 aprile 1914)
- Colonnello Ernst von Below (7 aprile 1914)

### Comandanti delle Schutztruppe nell'Africa Orientale Tedesca
- Emil von Zelewski (1º aprile 1891 - 17 agosto 1891)
- Colonnello Friedrich von Schele (23 ottobre 1893 - 25 marzo 1895)
- Tenente colonnello Lothar von Trotha (25 maggio 1895 - 17 agosto 1897)
- Maggiore generale Eduard von Liebert (22 settembre 1897 - 12 marzo 1901)
- Maggiore Gustav Adolf Graf von Götzen (12 marzo 1901 - 14 aprile 1906)
- Tenente colonnello Kurt von Schleinitz (28 maggio 1907 - 13 aprile 1914)
- Maggiore generale Paul Emil von Lettow-Vorbeck (13 aprile 1914 - 25 novembre 1918)

### Comandanti delle Schutztruppe nell'Africa Tedesca del Sud-Ovest
- Maggiore Curt von François (1º giugno 1894 - 6 gennaio 1895)
- Colonnello Theodor Leutwein (10 novembre 1897 - 16 maggio 1904)
- Tenente generale Lothar von Trotha (17 maggio 1904 - 21 maggio 1906)
- Generalmajor Berthold von Deimling (22 maggio 1906 - 31 marzo 1907)
- Colonnello Ludwig von Estorff (1º aprile 1907 - 19 marzo 1911)
- Tenente colonnello Joachim von Heydebreck  (19 novembre 1912 – 12 novembre 1914, deceduto)
- Tenente colonnello Victor Franke (13 novembre 1914 - 9 luglio 1915, capitolato)

### Comandanti delle Schutztruppe in Kamerun
- Capitano Max von Stetten (8 luglio 1894 - 6 agosto 1896)
- Maggiore Oltwig von Kamptz (18 ottobre 1897 - 17 aprile 1901)
- Colonnello Kurt Pavel (18 maggio 1901 - 31 gennaio 1903)
- Maggiore generale Wilhelm Mueller (6 aprile 1903 - 18 febbraio 1908)
- Tenente colonnello Harry Puder (18 febbraio 1908 - 13 settembre 1913)
- Maggiore Carl Zimmermann (13 aprile 1914 - febbraio 1916)

## Divise

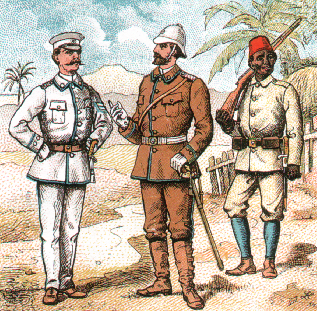
Divisa delle Schutztruppe nell'Africa Orientale Tedesca
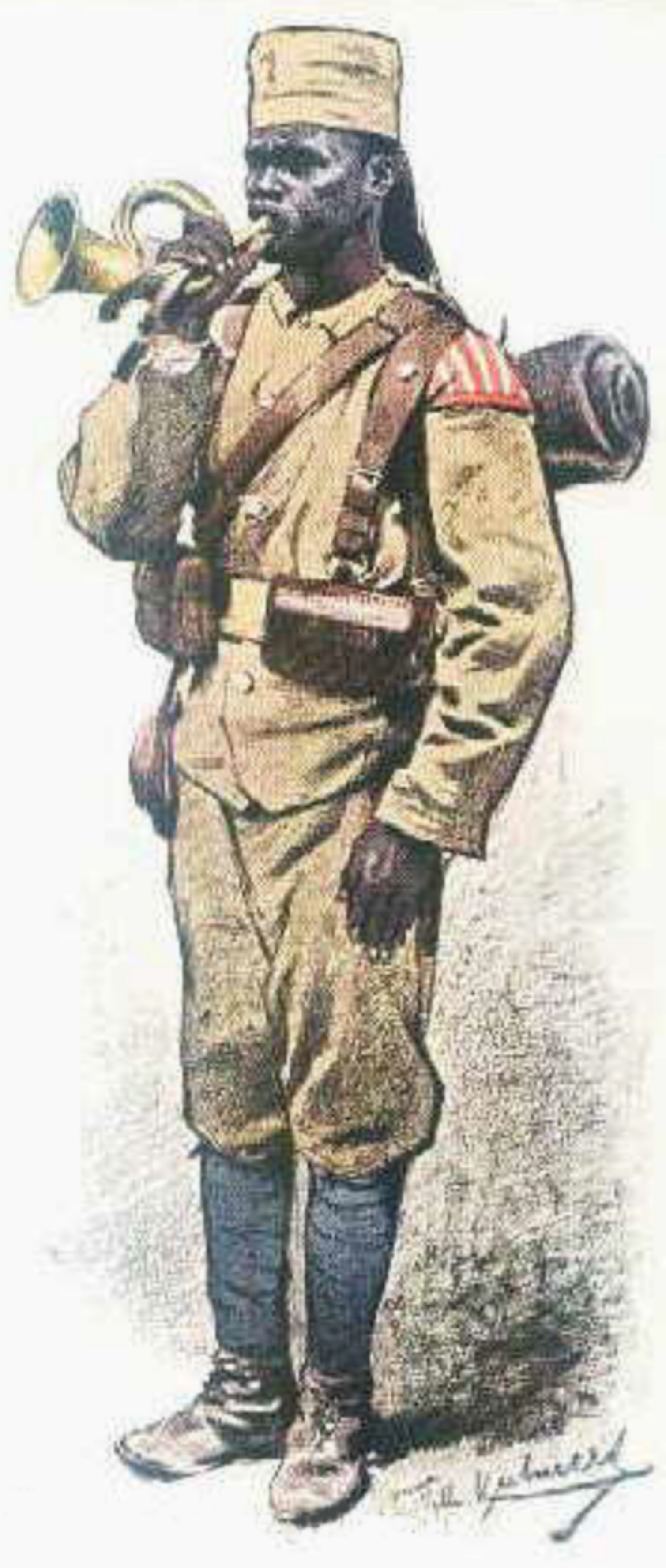
Divisa di un trombettiere ascaro nell'Africa Orientale Tedesca
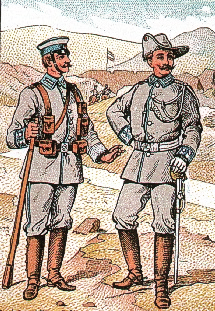
Divisa delle Schutztruppe nell'Africa Tedesca del Sud-Ovest
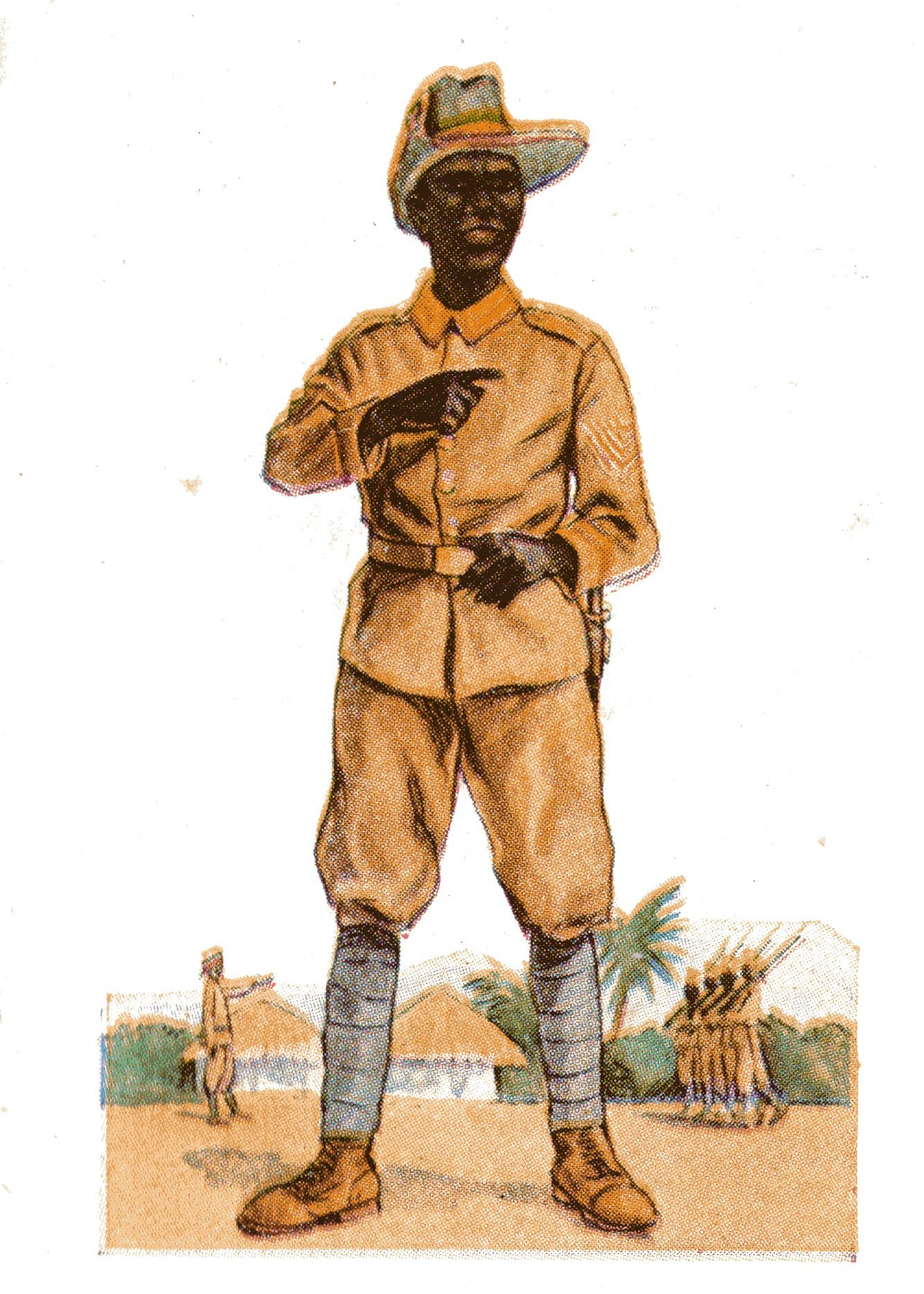
Divisa delle Schutztruppe nel Camerun tedesco